# 타일러 스캐그스
타일러 웨인 스캐그스(영어: Tyler Wayne Skaggs, 1991년 7월 13일 ~ 2019년 7월 1일)는 미국의 야구 선수이다. 메이저 리그 베이스볼(MLB)의 애리조나 다이아몬드백스와 로스앤젤레스 에인절스에서 활약했다. 2019년 7월 1일 오후 2시 18분경 (현지 시각) 댈러스의 위성도시인 사우스레이크의 한 호텔에서 숨진 채 발견되었는데, 부검 결과 토사물로 인한 질식이 원인이었다.

## 같이 보기
- 27 클럽